# Willy Klapproth
Willy Klapproth (* 11. Dezember 1892 in Wabern; † 1. April 1967 in Frankfurt am Main) war von 1946 bis 1952 Polizeipräsident in Frankfurt am Main und Bürgermeister der Stadt Bensheim.

## Leben
Klapproth, Sohn eines Bauunternehmers, besuchte die Oberrealschule in Dortmund und diente im Anschluss im Ersten Weltkrieg als Heeresoffizier. Im Jahr 1920 trat er in die Schutzpolizei ein, wo er als Oberleutnant 1925 Polizeidirektor in Worms wurde. Er war Mitglied in der SPD und wurde nach der nationalsozialistischen Machtergreifung wegen „fehlender Zuverlässigkeit“ aus dem Dienst entfernt. Im Zweiten Weltkrieg wurde er nicht als Reserveoffizier zum Kriegsdienst herangezogen.
Im September 1946 wurde Klapproth, der seit 1945 Bürgermeister von Bensheim war und im Anschluss als Oberregierungsrat beim Regierungspräsidenten in Darmstadt diente, Polizeipräsident in Frankfurt. Da Klapproth die öffentliche Meinung über die Polizei verbessern wollte, wurde in seiner Amtszeit die Frankfurter Polizeikapelle gegründet sowie Polizeisportfeste und andere Veranstaltungen durchgeführt. Im Jahr 1948 eröffnete Klapproth eine neue Sammlung von Polizeigegenständen, aus der später das Polizeimuseum hervorging.
Im Juni 1951 wurde Klapproth vom Dienst suspendiert. Anlass war ein Meineid, den er im Zusammenhang mit einer Bestechungsaffäre geleistet hatte, um den Leiter der Asservatenkammer zu schützen. Klapproth wurde zu einer Gefängnisstrafe von zehn Monaten verurteilt, nach vier Monaten seiner Haftverbüßung aber begnadigt. Zudem wurde er aus dem Beamtenverhältnis entlassen. Im Anschluss an seine Haft arbeitete er daher als Vertreter.
Das Amt des Polizeipräsidenten wurde nach der Suspendierung Klapproths kommissarisch vom Polizeivizepräsidenten Hanns Jess übernommen.